# دينود

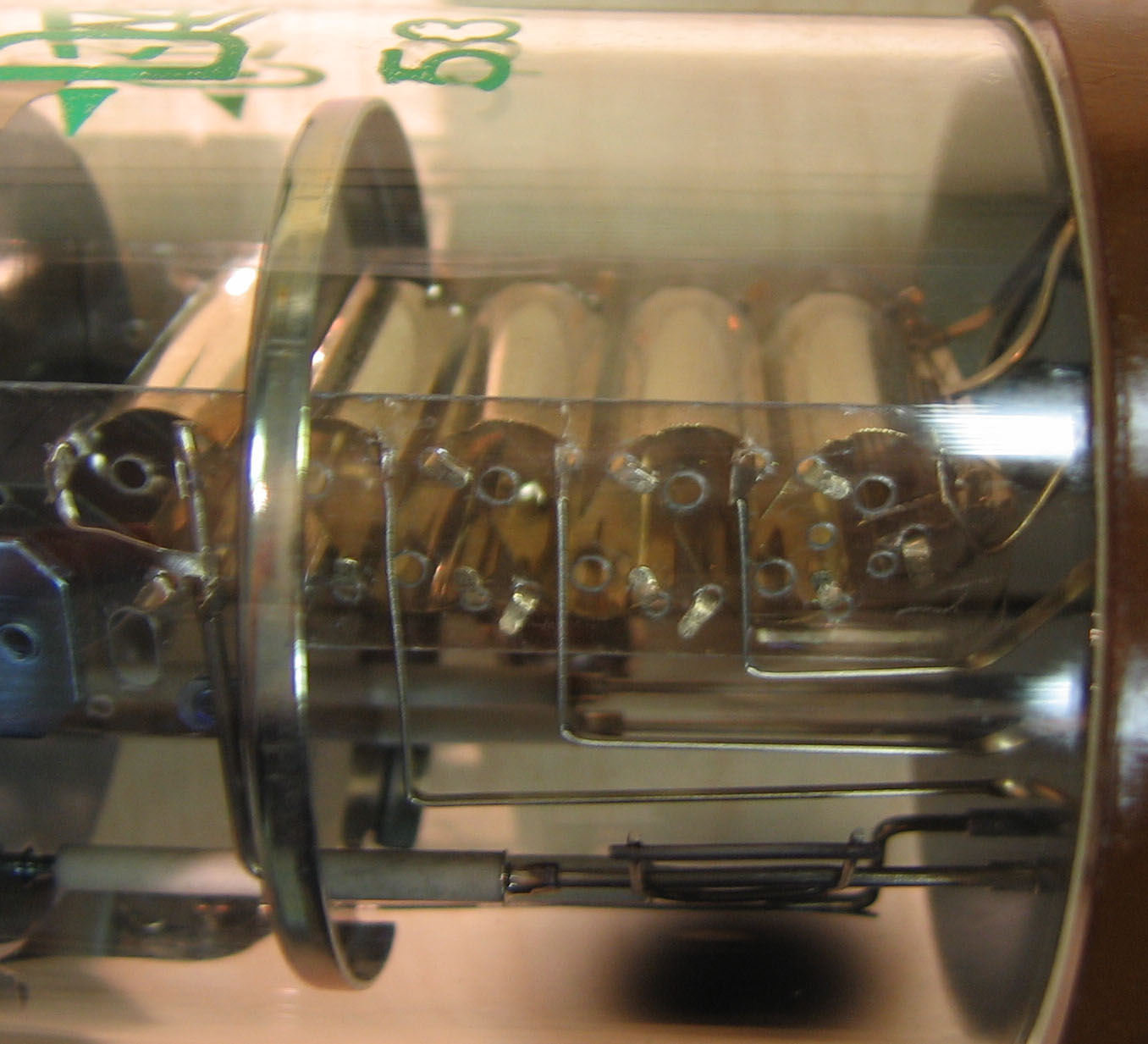
صفان أفقيان من دينودات على شكل قوس في صمام مضاعفٍ ضوئي.

الدَّينود هو قطب كهربائي في صمام مفرغ يعمل مضاعف إلكترون من خلال الانبعاث الثانوي. كان أول صمام لدمج داينود هو الدَّينَترون ، وهو سلف المغنطرون والذي استخدم دينودًا واحدًا.  تشتمل صمام الكمرة والمضاعف الضوئي عمومًا على سلسلة من الدينودات، كل منها ذات كمون كهربائي إيجابي أكثر من سابقتها. يحدث الانبعاث الثانوي على سطح كل دينود. مثل هذا الترتيب قادر على تضخيم التيار الضئيل المنبعث من المهبط الضوئي عادة بمعامل يصل إلى مليون.